# David Zellner

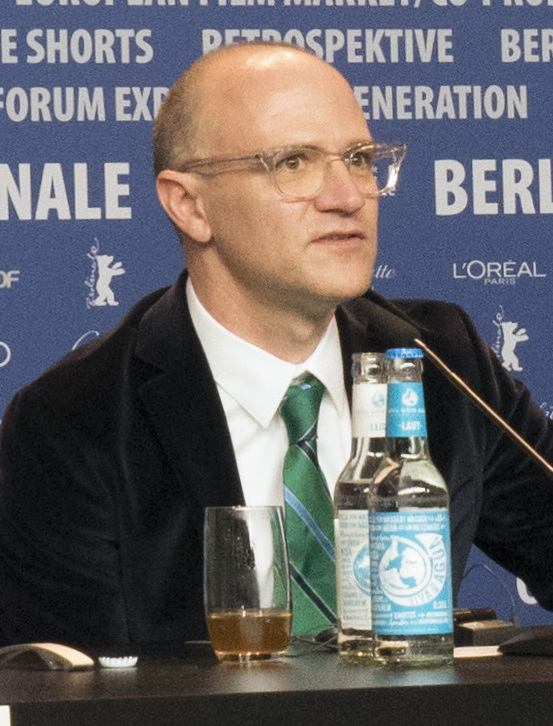
Zellner während einer Pressekonferenz bei den Internationalen Filmfestspielen in Berlin im Februar 2018

David Zellner (* 1974 in Greeley (Colorado)) ist ein US-amerikanischer Regisseur, Drehbuchautor und Schauspieler. Er lebt und arbeitet in Austin (Texas).

## Leben
David Zellner begann seine Laufbahn mit einem Studium an der Filmhochschule und inszenierte danach ausschließlich Independent-Spielfilme und Kurzfilme. Er arbeitet dabei immer mit seinem zwei Jahre jüngeren Bruder Nathan Zellner unter dem Namen Zellner Bros. zusammen.
Im Sommer 2025 wurde Zellner Mitglied der Academy of Motion Picture Arts and Sciences.

## Filmografie (Auswahl)
- 1997: Plastic Utopia
- 2001: Frontier
- 2008: Goliath
- 2012: Kid-Thing
- 2013: Kumiko, the Treasure Hunter
- 2018: Smoking Gun – Nicht jede Frau will gerettet werden (Damsel)
- 2024: Sasquatch Sunset